# Castelo d'Arzens

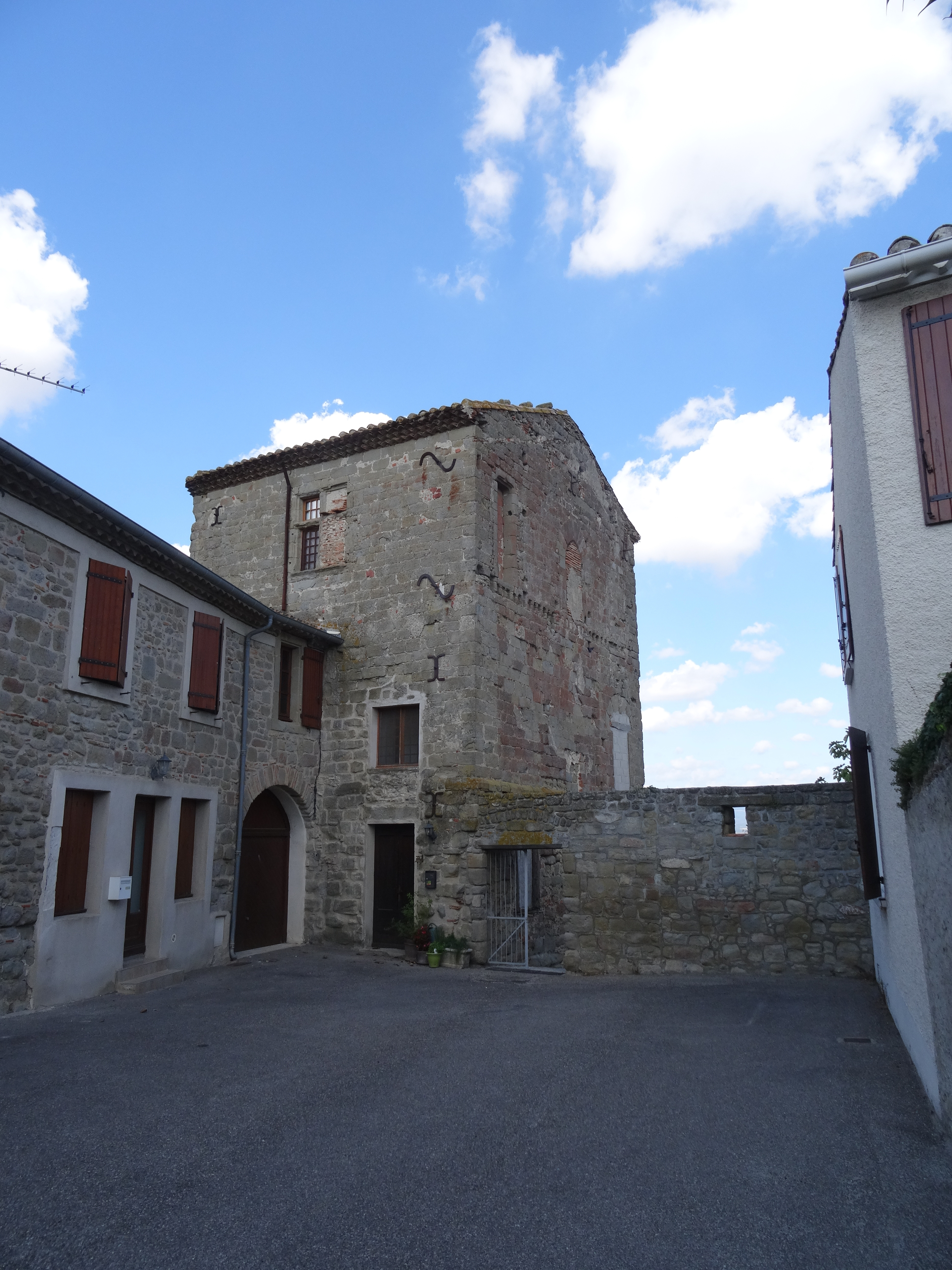
Castelo das Dezenas

O Château d'Arzens é um castelo na comuna de Arzens, no departamento de Aude, na França. O castelo data dos séculos XV e XVI.
O castelo é propriedade privada. Está classificado desde 1948 como monumento histórico pelo Ministério da Cultura da França.

## História
Em 1574, após a Paz de La Rochelle, que encerrou a quarta fase das Guerras Religiosas da França, os huguenotes tomaram a aldeia. Em 1591, membros da Liga Católica avançaram sobre Arzens e, após um cerco longo e árduo, capturaram-no. A aldeia e o castelo foram queimados e arrasados, a igreja queimada.